# East Providence (contea di Bedford)
East Providence  è una township degli Stati Uniti d'America, nella contea di Bedford nello Stato della Pennsylvania. Secondo il censimento del 2000 la popolazione è di 1.858 abitanti.

## Società

### Evoluzione demografica
La composizione etnica vede una prevalenza della razza bianca (99.03%) seguita da quella asiatica (0,22%), dati del 2000.
| township di East Providence Popolazione |       |
| 2000                                    | 1.858 |
| Stima al 2009                           | 1.829 |